# Paraliparis albeolus
Paraliparis albeolus és una espècie de peix pertanyent a la família dels lipàrids.

## Hàbitat
És un peix marí i batidemersal que viu entre 33 i 1.200 m de fondària (normalment, entre 260 i 375).

## Distribució geogràfica
Es troba al mar d'Okhotsk.

## Observacions
És inofensiu per als humans.